# Huỳnh Thanh Mừng
Huỳnh Thanh Mừng (1915-1970) là một chỉ huy quân sự và chính khách người Việt Nam. Xuất thân là sĩ quan chỉ huy trong quân đội Cao Đài, ông chỉ huy một bộ phận binh sĩ Cao Đài ly khai chống chính quyền Ngô Đình Diệm, về sau trở thành một Ủy viên Hội đồng cố vấn Chính phủ Cách mạng Lâm thời Cộng hòa Miền Nam Việt Nam.

## Thân thế
Ông sinh năm 1915 trong một gia đình trung nông tại tổng Định Phú, tỉnh Long Xuyên, thuộc Nam Kỳ (nay thuộc xã Định Mỹ, huyện Thoại Sơn, tỉnh An Giang). Thuở nhỏ, do gia đình khá giả, ông có điều kiện được cho ăn học.
Cuối năm 1940, quân Nhật tiến vào Đông Dương, đến giữa năm 1941, toàn bộ Nam Kỳ nằm dưới sự kiểm soát của quân đội Nhật. Bấy giờ, Giáo sư Cao Đài là Trần Quang Vinh được người Nhật hậu thuẫn, chiêu mộ thanh niên dưới vỏ bọc làm công nhân đóng tàu cho hãng Nitinan của Nhật tại Cầu Rạch Ông (nay thuộc Quận 8, Thành phố Hồ Chí Minh), thực tế là thành lập lực lượng bán quân sự với tên gọi là Nội ứng nghĩa binh, hỗ trợ quân Nhật khi cần thiết. Ông theo lời chiêu mộ này, lên Sài Gòn gia nhập Nội ứng nghĩa binh.

## Tham gia lực lượng vũ trang Cao Đài
Khi sự kiện ngày 9 tháng 3 năm 1945 nổ ra, ông cừng lực lượng Nội ứng nghĩa binh tham gia đảo chính Pháp cùng với quân đội Nhật tại Sài Gòn.
Xuyên suốt qua các sự kiện Cách mạng tháng 8 rồi Nam Bộ kháng chiến, ông tham gia trong lực lượng vũ trang Cao Đài tham chiến tại Sài Gòn. Khi mặt trận Sài Gòn tan vỡ trước sức tấn công của quân Pháp, ông cùng đồng đội rút về vùng Bến Cầu (Tây Ninh) để bảo toàn lực lượng.
Tháng 8 năm 1946, chính quyền thực dân Pháp cho phép Hộ pháp Phạm Công Tắc được trở về Tòa Thánh Tây Ninh, đổi lại thỏa thuận các lực lượng vũ trang Cao Đài sẽ không chống Pháp. Lực lượng vũ trang Cao Đài được người Pháp trang bị và huấn luyện để hỗ trợ quân Pháp chống lại Việt Minh, kiện toàn thành Quân đội Cao Đài, với Tổng hành dinh đặt tại Bến Kéo (nay thuộc thị xã Hòa Thành, Tây Ninh). Ông được phong cấp Thiếu tá, được bổ nhiệm làm Tiểu đoàn trưởng Tiểu đoàn Vệ binh của Bộ Tổng tham mưu quân đội Cao Đài.

## Bảo vệ Hộ pháp Phạm Công Tắc
Sau thất bại tại trận Điện Biên Phủ, người Pháp phải rút khỏi Việt Nam. Nhằm diệt trừ các mầm mống cát cứ và các thế lực chính trị, tôn giáo có thể gây trở ngại cho quyền lực của mình, Thủ tướng Quốc gia Việt Nam Ngô Đình Diệm đã mua chuộc gây chia rẽ và làm phân hóa các lực lượng vũ trang giáo phái, đảng phái. Các tướng Cao Đài Nguyễn Thành Phương, Trịnh Minh Thế đều bị mua chuộc, khiến binh sĩ Cao Đài bị chia rẽ nghiêm trọng. Trước áp lực của chính phủ Diệm, ngày 2 tháng 5 năm 1955, Hộ pháp Phạm Công Tắc phải ra lệnh giải thể quân đội Cao Đài. Tuân lệnh Tòa Thánh, ông tập kết đơn vị thuộc quyền về Giang Tân (nay thuộc huyện Hòa Thành) để chuẩn bị giải thể.
Mặc dù vậy, ngày 5 tháng 10 năm 1955, tướng Nguyễn Thành Phương vẫn ra lệnh cho binh sĩ thuộc quyền tiến vào Tòa Thánh Tây Ninh gây áp lực với Hộ pháp Phạm Công Tắc. Phản ứng trước hành động này, ông tập hợp lại bộ thuộc cũ, kéo quân về chiếm lĩnh vùng Núi Bà ra tới cửa Hòa Viện, nhằm đối trọng với lực lượng của tướng Nguyễn Thành Phương, đồng thời gây áp lực để bảo vệ an toàn cho Hộ pháp Phạm Công Tắc. Không lâu sau, ông bị quân của tướng Nguyễn Thành Phương phục kích, bắn gãy tay, nhưng may mắn thoát chết. Do hành động kéo quân về hộ giá, ông được Hộ pháp Phạm Công Tắc cấp Huân chương vì đã có công giải vây, bảo vệ.
Mặc dù vậy, trước lực lượng áp đảo của tướng Nguyễn Thành Phương, Hộ pháp Phạm Công Tắc quyết định lưu vong. Nhận biết được quyết định này, ông ra lệnh cho các bộ thuộc hỗ trợ cho Hộ pháp đào thoát an toàn, sau đó đưa đơn vị ra rừng ở Phạm Xoài (nay thuộc xã Ninh Điền, huyện Châu Thành, tỉnh Tây Ninh) và giải thể.

## Chống chính quyền Diệm và tham gia Mặt trận Dân tộc Giải phóng
Trong những năm sau đó, ông thường xuyên tham gia vận động các cựu sĩ quan quân đội Cao Đài và các chức sắc thực hành Cương lĩnh Hòa bình chung sống của Hộ pháp Phạm Công Tắc, chống lại chính sách hiếu chiến của chính quyền Ngô Đình Diệm. Do những hoạt động chống "chính thể Việt Nam Cộng hòa", ông bị cảnh sát bắt giam và tra tấn, bị giam trong suốt hai năm 1958 và 1959 hết ở nhà giam Tây Ninh, khám Chí Hòa rồi quận Thủ Đức Sài Gòn. Mãn tù, ông ra núi Bà Đen tiếp tục hoạt động cho tổ chức Hòa bình chung sống.
Ngày 20 tháng 12 năm 1960, Mặt trận Dân tộc Giải phóng miền Nam Việt Nam được thành lập. Ngay từ đầu, các lãnh đạo đã chú ý vận động ông tham gia Mặt trận. Tháng 8 năm 1962, ông được bầu là Ủy viên Ủy ban Mặt trận Dân tộc Giải phóng khu Đông Nam Bộ. Tháng 3 năm 1963, ông cùng Đạo Nhơn Lê Văn Buội, Giáo Hữu Thượng Thâu Thanh (Thế danh: Liêng Văn Thâu) và một số chức sắc thành lập Ban Củng cố Hòa Bình Chung Sống với nội dung tích cực phối hợp hành động với Mặt trận Dân tộc Giải phóng. Tháng 3 năm 1965, ông làm Trưởng đoàn đại biểu Ban Củng cố Hòa bình chung sống tham dự Hội nghị nhân dân ba nước Đông Dương đoàn kết chống Mỹ ở thủ đô Phnôm Pênh.
Tại Đại hội đại biểu quốc dân miền Nam Việt Nam năm 1969, ông được cử làm Ủy viên Hội đồng cố vấn Chính phủ Cách mạng lâm thời Cộng hòa miền Nam Việt Nam.

## Qua đời và vinh danh
Do lâm bệnh nặng, ông đã từ trần ngày 28 tháng Chạp năm Đinh Dậu, tức ngày 3 tháng 1 năm 1970.
Tên ông được đặt cho một con đường tại thị trấn Hòa Thành, huyện Hòa Thành, Tây Ninh, gần Trung tâm thương mại Long Hoa.